# Thomas Francis Meagher

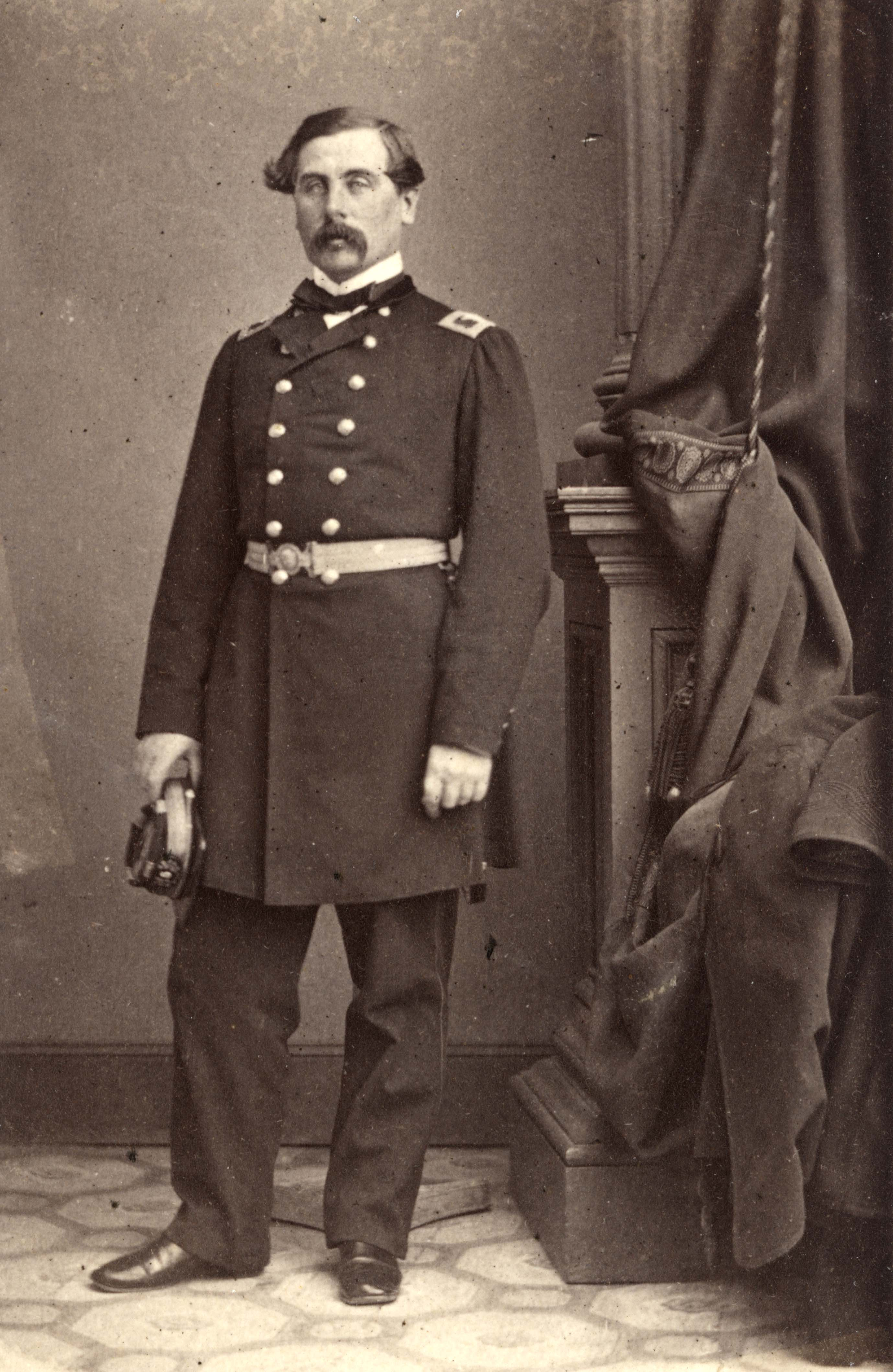

Thomas Francis Meagher (Waterford, Irlanda, 3 de agosto de 1823 - Rio Missouri, Estados Unidos, 1 de julho de 1867) foi um nacionalista irlandês, general do Exército da União durante a Guerra Civil Americana, e político americano. Na juventude, ele foi um revolucionário irlandês, que lutou pela independência da Irlanda em relação aos britânicos. Ele era conhecido como "Meagher of the Sword" (Meagher da Espada), devido aos seus discursos revolucionários inflamados. Durante este período, Meagher introduziu a atual bandeira da Irlanda. Em 1848, foi condenado de sedição pelo Reino Unido, e condenado à morte. A pena foi depois comutada para transporte de Van Diemen's Land (a atual Tasmânia, na Austrália).
Em 1852, ele fugiu para os Estados Unidos, chegando a Nova Iorque. Uma vez nos Estados Unidos, estudou Direito, prosseguiu o jornalismo, viajou e apresentou palestras. No início da Guerra Civil Americana, entrou para o Exército dos Estados Unidos e subiu para à posição de Brigadeiro-General, mais notavelmente, formando e liderando a Brigada Irlandesa.
Após a Guerra Civil, Meagher serviu como governador do Território de Montana. Em 1867, em circunstâncias não explicadas, Meagher afogou-se no Rio Missouri, depois de cair de um barco a vapor.